# WASP-41
WASP-41 — звезда в созвездии Центавра на расстоянии приблизительно 587 световых лет от нас. Вокруг звезды обращается, как минимум, одна планета.

## Характеристики
WASP-41 была открыта с помощью орбитальной обсерватории Hipparcos в ходе проекта Tycho. Официальное открытие звезды было совершено 1997 году в рамках публикации каталога Tycho. Наименование звезды в этом каталоге — TYC 7247-587-1. В настоящий момент более распространено наименование WASP-41, данное командой исследователей из проекта SuperWASP.
По своим характеристикам звезда напоминает наше Солнце: это такой же жёлтый карлик главной последовательности, имеющий массу и радиус, равные 0,95 и 1,01 солнечных соответственно. Температура поверхности составляет приблизительно 5450 кельвинов.

## Планетная система
В 2011 году группой астрономов, работающих в рамках программы SuperWASP, было объявлено об открытии планеты WASP-41 b в системе. Это типичный горячий юпитер, обращающийся на расстоянии 0,04 а.е. от родительской звезды. Открытие планеты было совершено транзитным методом.